# Testament van Isaak
Het Testament van Isaak is een joodse pseudepigrafische tekst waarin God de aartsengel Michaël naar Isaak zendt met de boodschap dat deze zich dient voor te bereiden op zijn aanstaande dood.  

## Het literaire genre
Het  Testament van Abraham, het Testament van Isaak en het Testament van Jakob vormen gezamenlijk een vertelling in drie fasen, hoewel de drie teksten geschreven moeten zijn door steeds verschillende auteurs op ook verschillende tijdstippen. Het genre het testament van had in de eerste eeuwen van de jaartelling een grote populariteit in de joodse literatuur. Het Testament van Mozes, Testament van Adam, Testament van Salomo zijn slechts enkele andere voorbeelden. In de meeste van deze teksten  teksten geven bijbelse helden hun kinderen instructies over juist gedrag en over het handhaven van de Mozaische wet. Het  Testament van Abraham neemt in dit genre een aparte positie in. In tegenstelling tot de rest van het genre ligt Abraham niet kalm en in alle rust op zijn sterfbed, maar hij verzet zich hevig tegen zijn naderende dood. Hij is bovendien niet de gehoorzame dienaar van God die in de rest van het genre beschreven wordt.

## Achtergrond
De tekst van het Testament van Isaak is alleen bewaard gebleven in het Arabisch, Koptisch en Ethiopisch. De tekst heeft in de Koptisch-Orthodoxe Kerk de functie om de sterfdag van zowel Abraham als Isaak te gedenken. Er zijn een aanzienlijk aantal christelijke elementen in de tekst. Dat zijn waarschijnlijk bewerkingen die door de populariteit van de tekst in de Koptische kerk in een later stadium zijn aangebracht. De tekst heeft echter het joodse karakter behouden.  
Een meerderheid op het vakgebied is van opvatting dat de oorspronkelijke tekst in het Grieks in  Egypte in  begin tweede eeuw geschreven moet zijn.  Die opvatting steunt onder meer op het feit, dat er een duidelijke afhankelijkheid van deze tekst is met die van het iets eerder gedateerde Testament van Abraham. Beide  teksten getuigen van een universalistisch type jodendom. De oorsprong van de twaalf stammen van Israël wordt bij Jakob gelegd, maar deze wordt ook de vader van alle naties genoemd. Er wordt geen onderscheid gemaakt tussen joden en niet-joden. De tekst verwijst niet naar de Torah, maar  hanteert universeel aanvaarde ethische normen.

## Essentie van de inhoud
Het verhaal begint met een preek van Isaak over het onbetekenend zijn van het wereldse bestaan en het eeuwige leven en de beloningen daar die beloofd zijn aan de echte gelovigen. Hierna zendt God de aartsengel Michaël naar Isaak om hem te informeren over zijn naderende dood. Isaak is bereid die te accepteren, maar hij maakt zich zorgen over zijn zoon Jakob. De engel verzekert hem dat alles goed zal gaan met Jakob uit wie twaalf stammen zullen voortkomen. De engel vertrekt weer en Isaak brengt Jakob op de hoogte van het nieuws. Jakob is verontrust en wenst zijn vader te vergezellen naar het hiernamaals. Isaak legt uit dat de geboden van God niet kunnen worden veranderd en vertelt Jakob over zijn toekomst als voorouder van de twaalf stammen en uiteindelijk van Jezus, de Messias, zoon van de Maagd Maria en de incarnatie van God.  
Op dit punt neemt een verteller de lijn van het verhaal over. Die vertelt over de door Isaak altijd betrachte ascese, zijn vasten, het frequent bidden, zijn onthouding van vlees en vruchten alsmede zijn weigering om in een bed te slapen. Hierna verzamelt zich een menigte voor wie Isaak opnieuw een preek houdt over de verplichtingen waaraan een vroom mens zich moet houden. 
Een engel arriveert en neemt Isaak mee voor een voorbereidend bezoek aan het hiernamaals. Isaak ziet onder meer de hel en de martelingen die daar uitgevoerd worden op zondaars. Isaak verklaart na enige tijd dat hij dit niet langer kan aanzien. De engel neemt hem hierna mee naar de hemel waar hij zijn vader Abraham ziet. Hij komt in een ruimte waarachter de troon van God zich bevindt. God heet in enkele woorden Isaak welkom, maar het grootste deel van de conversatie is tussen God en Abraham. God benadrukt dat hij veel mededogen bezit en mensen die een correct leven proberen te leiden veel kan vergeven. Na die conversatie wordt Isaak in een troonwagen terug naar de aarde gebracht. 
Jakob is weer verontrust en dient opnieuw gerust gesteld te worden.  Hierna neemt God de ziel van Isaak die met de troonwagen in het gezelschap van engelen en cherubijnen naar de hemel en het paradijs gebracht wordt. De verteller besluit het verhaal met een beschrijving van het paradijs en roept de lezers op om de sterfdag van Isaak te blijven gedenken. 